# Nationalpark Berchtesgaden

Ausdehnung des Nationalparks
im Landkreis Berchtesgadener Land

Der Nationalpark Berchtesgaden in den Gemeinden Ramsau bei Berchtesgaden, Schönau am Königssee und Berchtesgaden in den Berchtesgadener Alpen im bayerischen Landkreis Berchtesgadener Land ist der einzige deutsche Nationalpark in den Alpen.
Der 1978 gegründete Nationalpark hat eine Fläche von 208 km² und ist Teil des UNESCO-Biosphärenreservats Berchtesgadener Land. Er ist auch als Schutzgebiet im Sinne der Vogelschutzrichtlinie ausgewiesen.
Im Nationalpark Berchtesgaden liegen unter anderem der Watzmann, der Blaueis-Gletscher und der Großteil des Königssees.

## Geographie

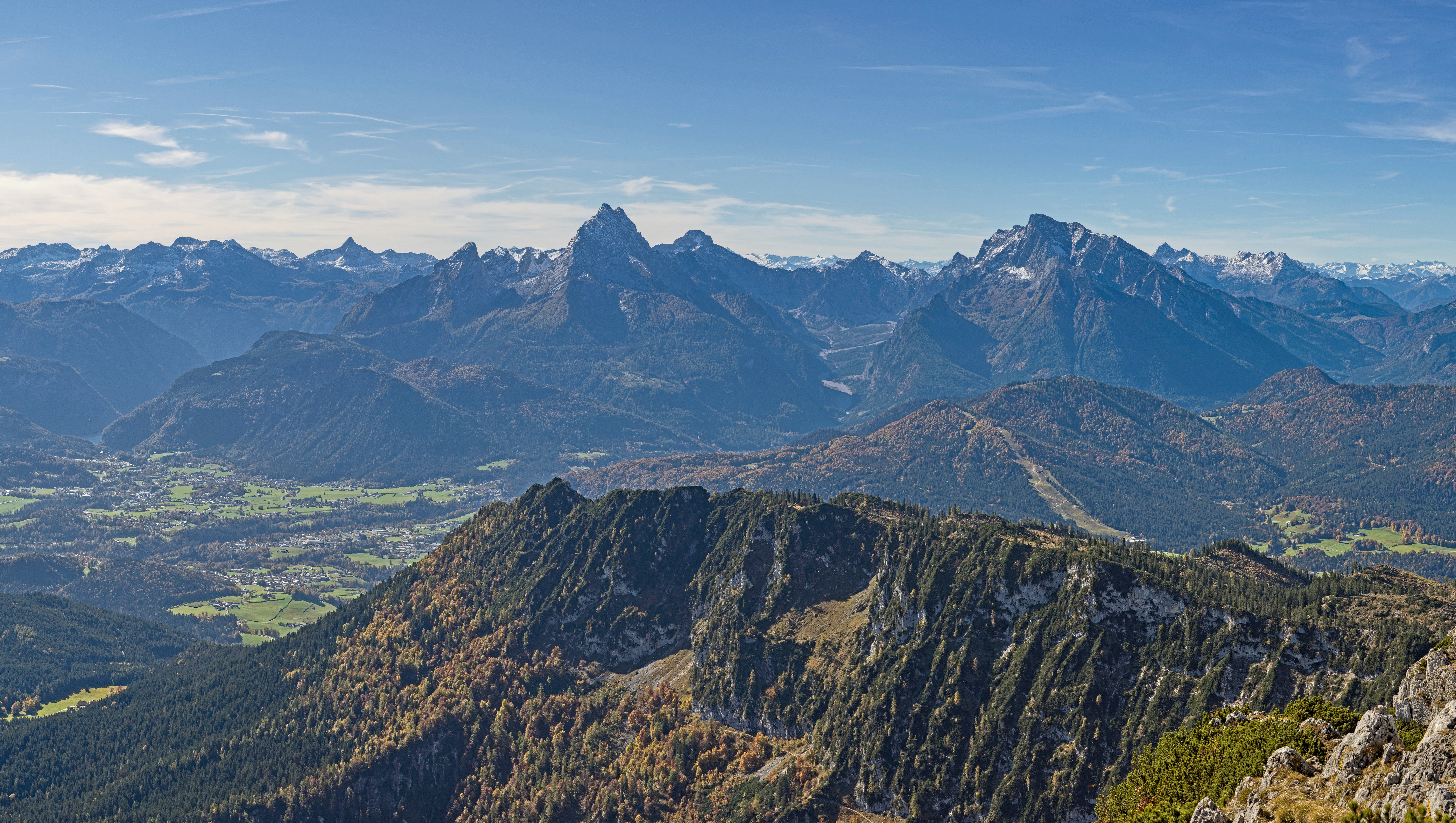
Blick vom Berchtesgadener Hochthron nach Süden zum zentralen Teil des Nationalparks mit Steinernem Meer, Watzmann und Hochkalter

Der Nationalpark Berchtesgaden erstreckt sich über einen Großteil der Gemeindeflächen von Ramsau bei Berchtesgaden und Schönau am Königssee sowie über einen kleinen Teil des südöstlichen Gemeindegebietes von Berchtesgaden. Er wird im Osten, Süden und Südwesten vom österreichischen Bundesland Salzburg begrenzt. Nach der Gliederung der Naturräumlichen Haupteinheiten Deutschlands gehört das Gebiet des Nationalparks zu den Berchtesgadener Alpen in den Nördlichen Kalkalpen.
An den Park, der sich auf einer Höhe von 603,3 (Königssee) bis 2713 m ü. NHN (Watzmann) befindet, schließt sich im Norden das rund 259 km² große Nationalparkvorfeld (Alpenpark Berchtesgaden) an, das neben den Gemeinden Ramsau und Schönau auch Berchtesgaden, Bischofswiesen und Marktschellenberg umfasst. Ein noch größeres Gebiet bildet das Biosphärenreservat bzw. die „Biosphärenregion Berchtesgadener Land“.
Die Grenze des Nationalparks verläuft vom Jenner gut 1 km ostwärts und biegt dann um das Skigebiet herum nordwärts zum Mannlgrat und über diesen zum Hohen Göll. Ab hier folgt sie konsequent der deutsch-österreichischen Grenze bis zur Neuen Traunsteiner Hütte auf der Reiter Alm. Von hier aus schließt sie den gesamten Osten des Hochplateaus ein, um dann knapp nördlich des Schottmalhorns zum Hintersee abzufallen. In der Ramsau verläuft die Grenze knapp südlich von Hintersee und Ramsauer Ache ostwärts an den Nordhängen von Hochkalter und Watzmann entlang wieder zum Jenner, wobei das äußerste Nordende des Königssees ausgespart wird.
Die höchste Erhebung innerhalb des Nationalparks ist der Watzmann, das zentrale Bergmassiv der Berchtesgadener Alpen. Besonders zu erwähnen ist noch das Wimbachgries, ein Tal, das nach einer geologischen Theorie durch den Einsturz eines Gewölbes über Watzmann und Hochkalter entstanden ist. Es ist mit einer bis zu 300 Meter dicken Schuttablagerung gefüllt, die sich über eine Länge von zehn Kilometern erstreckt. Der Funtensee, ein Bergsee, an dem im Winter regelmäßig die tiefsten Temperaturen ganz Deutschlands gemessen werden, liegt ebenfalls im Gebiet des Nationalparks Berchtesgaden.

## Geschichte

### Vorgeschichte

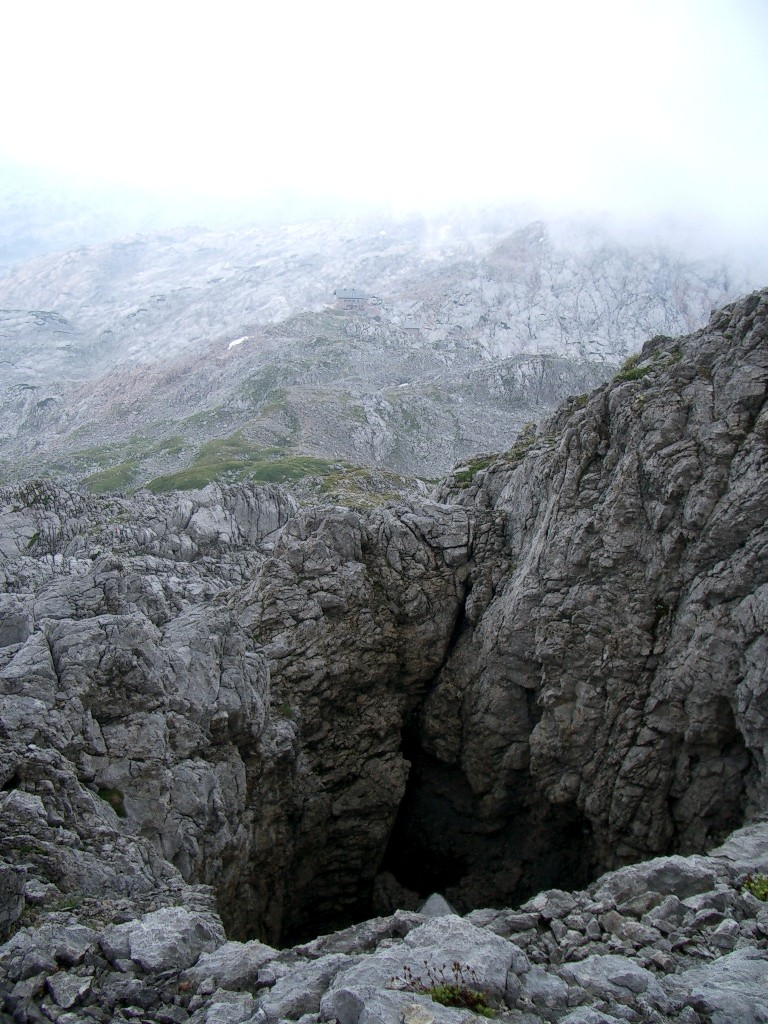
Karsterscheinungen prägen das Landschaftsbild im Steinernen Meer

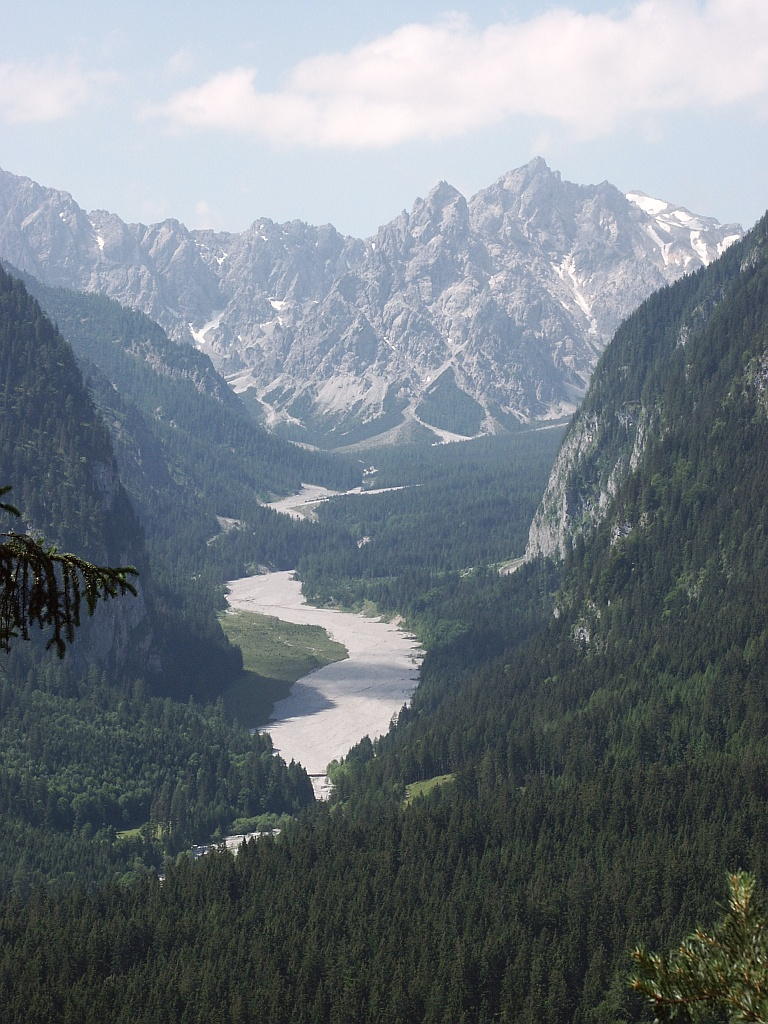
Wimbachgries zwischen Watzmann und Hochkalter, im Hintergrund das Palfelhorn, vom Soleleitungsweg aus gesehen

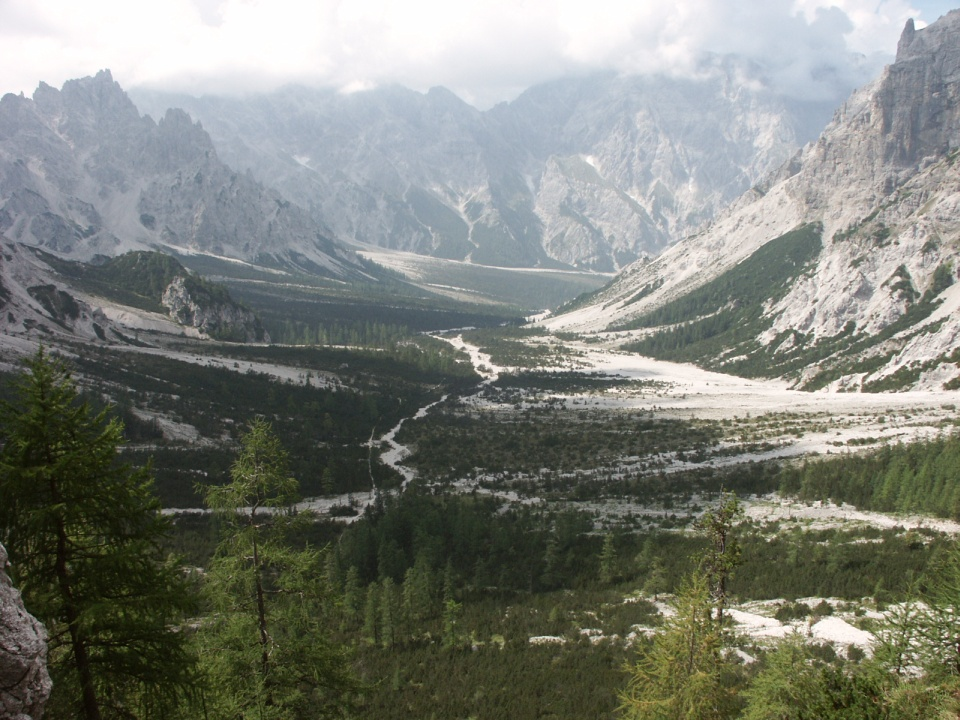
Blick von Trischübel auf das Wimbachgries

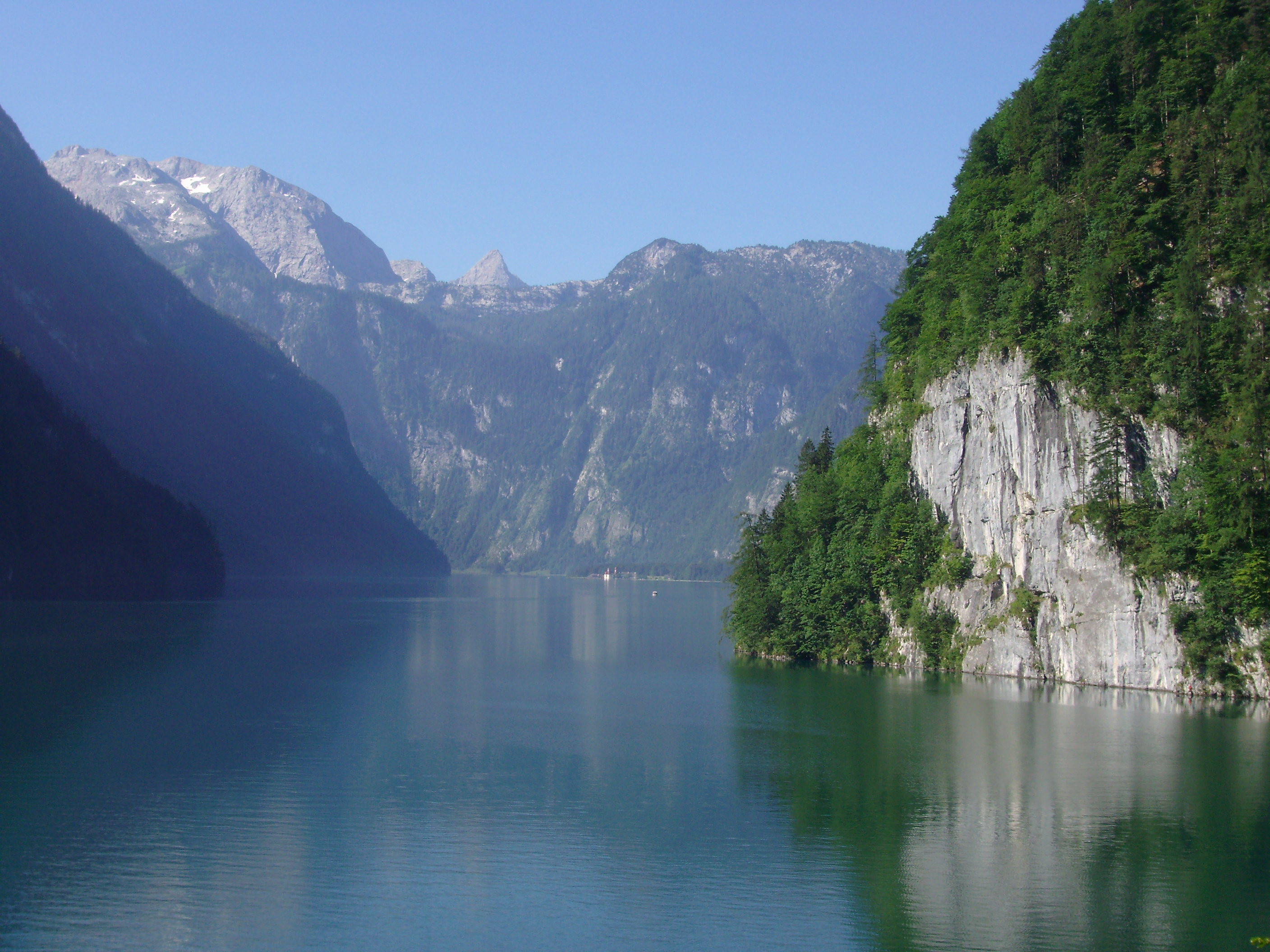
Blick auf den Königssee im Nationalpark Berchtesgaden, vom Malerwinkel aus gesehen

Die Bemühungen des „Vereins zum Schutz und zur Pflege der Alpenpflanzen“ um Ausweisung eines Schutzgebiets führten 1910 zum „Pflanzenschonbezirk Berchtesgadener Alpen“. Er war rund 83 km² groß und umfasste den südlichen Teil des Königssees, den Obersee sowie die umgebenden Gebirgsmassive. Während des Ersten Weltkriegs tauchten Pläne auf, in die Falkensteiner Wand am Königssee einen bayerischen Löwen als „Kriegerdenkmal“ einzumeißeln. Dies führte zu heftigen Protesten unter anderem des Bund Naturschutz, der erreichte, dass 1921 das „Naturschutzgebiet Königssee“ errichtet wurde. Es schloss den Königssee, den Hohen Göll, den bayerischen Anteil des Hagengebirges, den bayerischen Anteil des Steinernen Meeres, den Watzmann, den Hochkalter und den Südteil des bayerischen Anteils der Reiteralm ein und bedeckte eine Fläche von ca. 200 km².

### Gründung des Nationalparks
Ab 1973 begann Georg Meister, der als „Gründervater des Nationalparks Berchtesgaden“ gilt, im Auftrag des bayerischen Landwirtschaftsminister Hans Eisenmann mit ersten Planungen für den Nationalpark und legte dabei unter anderem dessen Gebietskulisse fest. Die von Meister angeregte Untersuchung des dortigen Waldzustandes sowie die Einführung eines professionellen Wildtiermanagements und die aus seiner Ansicht dringend erforderliche Reduktion des Wildbestandes stießen jedoch auf erbitterten Widerstand von Jagdverbänden, lokalen Forstmeistern und der Ministerialbürokratie, was schließlich seine vorher geplante Berufung zum Leiter des Nationalparks verhinderte.
Um Bestrebungen der Gemeinde Ramsau, des Fremdenverkehrsverbandes Berchtesgadener Land und der Marktgemeinde Berchtesgaden zum Bau einer Seilbahn zum Watzmann endgültig einen Riegel vorzuschieben, wurde schließlich am 1. August 1978 durch den Freistaat Bayern der „Nationalpark Berchtesgaden“ verordnet. Er umfasst das Gebiet des ehemaligen Naturschutzgebiets Königssee zuzüglich einer Erweiterungsfläche von knapp 10 km², woraus sich die Gesamtfläche von etwa 210 km² ergibt. Erster Leiter des Nationalparks wurde Hubert Zierl. Die Maßnahme wurde damals vor allem von den umliegenden Gemeinden stark kritisiert. Zur wichtigsten Voraussetzung für die Zustimmung machten die örtlichen Gemeinden die Leitung des Nationalparks durch den Landrat des Landkreises Berchtesgadener Land. Mit der Zeit gelang es aber, dem Nationalpark zu mehr Akzeptanz in der örtlichen Bevölkerung zu verhelfen.
Der Nationalpark bildet die Kern- (139 km²) und Pflegezone (69 km²) des 467 km² großen Biosphärenreservates Berchtesgadener Land.

### Jüngste Kontroversen
Zu erneuten Spannungen kam es in den vergangenen Jahren, als auf Initiative der SPD, gegen den Beschluss des Kreistages, Landrat und Landratsamt die Zuständigkeit für den Nationalpark entzogen wurde. Der als Ersatz vorgesehene kommunale Nationalparkbeirat wird vom Landrat und den Gemeinden im Nationalparkgebiet aufgrund seiner lediglich beratenden Tätigkeit als zu wenig handlungsfähig kritisiert. In der Diskussion steht auch die Erweiterung der Kernzone des Nationalparks in den Bereich jahrhundertealter Kulturlandschaften mit almwirtschaftlicher Nutzung und alten Berggasthäusern wie dem historischen Wimbachschloss. Zunehmende Kritik erntet zudem die gegenüber dem Nationalpark Bayerischer Wald deutlich schlechtere Finanzausstattung. Anlässlich des 25-Jahre-Jubiläums des Nationalparks wurde von der bayerischen Staatsregierung die Errichtung eines Hauses der Berge zugesagt. Während die Bürgermeister der fünf Nationalpark- und Nationalparkvorfeld-Gemeinden dafür einen Umbau des defizitären Kurhauses vorschlugen, bevorzugten unter anderem die örtliche Junge Union ein Haus der Berge unmittelbar an einem Nationalparkeingang wie am Hintersee. Die Staatsregierung entschied sich schließlich für den seit dem Abzug der Amerikaner leerstehenden Berchtesgadener Hof in Berchtesgaden.
2006 entzündete sich ein weiterer Konflikt um den Nationalpark, der sogenannte Zentimeter-Streit, um den Ausbau eines landwirtschaftlichen Weges. Zur Trennung von Wald und Weide wurde auf Initiative des Nationalparks für einen Almbauern eine Freiweide angelegt. Der Ausbau eines zu dieser neuen Freiweide führenden landwirtschaftlichen Weges führte zur Kontroverse um Naturschutz und landwirtschaftliche Bedürfnisse. Der Bauer, unterstützt durch örtliche Naturschutzverbände wie den DAV Berchtesgaden und die regionalen Spitzen der Politik, vertrat den Standpunkt, dass er für seine landwirtschaftlichen Fahrzeuge zwingend eine Wegverbreiterung auf 2,50 m bis 3 m benötige, während hingegen einige andere Naturschutzverbände argumentierten, dass ein Neu- oder wesentlicher Ausbau einer Straße im Nationalparkgebiet nicht zulässig sei oder maximal bis zu einer Wegbreite von 2 m vertretbar sei. Der derzeit auch dem Petitionsausschuss des bayerischen Landtags vorliegende Streit um die relativ kurze Straße ist auch deshalb so vehement, da von Seiten der Naturschutzverbände befürchtet wird, dass dies ein Präzedenzfall zur Aufweichung von Naturschutzbelangen zugunsten ökonomischer Belange werden könne. Die bayerische Staatskanzlei trat dem jedoch mit der Zusicherung entgegen, dass auch künftig jeder derartige Fall für sich behandelt werde. Die örtliche Bevölkerung und Politik stört hingegen die große Einflussnahme von außen.

## Ziele des Nationalparks Berchtesgaden
Angelehnt an die Richtlinien der International Union for Conservation of Nature and Natural Resources und § 24 des Bundesnaturschutzgesetzes hat der Nationalpark Berchtesgaden folgende Ziele definiert: Schutz der gesamten Natur, wissenschaftliche Beobachtung und Erforschung natürlicher und naturnaher Lebensgemeinschaften, Bildung und Erholung seiner Besucher.
Wichtigstes Ziel ist der Schutz der gesamten Natur, dem sich die anderen Ziele unterzuordnen haben. Hierbei geht es nicht mehr nur um den Schutz einzelner Pflanzen und Tiere im Sinne des klassischen Artenschutzes. Vielmehr sind grundsätzlich alle Pflanzen und Tierarten streng geschützt. Da man die Natur weitgehend sich selbst überlässt, sind auch Prozesse wie zum Beispiel Erosion geschützt und können ungestört ablaufen. Um auch Kulturlandschaften integrieren zu können, ist der Nationalpark in eine komplett geschützte Kernzone und in eine Pflegezone, welche maximal 25 % der Fläche einnehmen darf, unterteilt. Durch die Einrichtung der Pflegezone lassen sich nun „Kulturbiotope“ oder einzelne Arten schützen.
Forschungsschwerpunkte im Nationalpark Berchtesgaden sind zum einen die Grundlagenforschung, zum anderen anwendungsbezogene Forschung. Man möchte bestehende Umweltprobleme verstehen, um sie lösen oder vermeiden zu können. Meist bedeutet dies Ökosystemanalyse. Ein weiterer wichtiger Teil der Forschung ist die langfristige Umweltbeobachtung. So kann man in Mitteleuropa fast nur noch in Nationalparks natürliche, vom Menschen kaum beeinflusste Abläufe beobachten.
Durch die Umweltbildung möchte der Park den Nationalparkgedanken, das heißt die Wichtigkeit des Schutzes unberührter Natur, vermitteln. Von besonderer Bedeutung hierbei ist, dass der Park auch von der einheimischen Bevölkerung akzeptiert wird.
Ferner soll die Umweltbildung die Besucher zu einem nachhaltigen Umgang mit natürlichen Ressourcen anregen. Weiterhin zählt zu den Zielen des Nationalparks die Erholung seiner Besucher.
Da sich diese Ziele mitunter widersprechen (zum Beispiel durch Wegebau für Besucher in der Kernzone) und da die Natur in Mitteleuropa nicht mehr ursprünglich ist (so werden die fehlenden Großraubtiere durch menschliche Jäger ersetzt), wurde ein Nationalparkplan erarbeitet. Er dient als Richtlinie für zu treffende Maßnahmen.

## Fauna
Die größeren Säugetiere sind im Nationalpark durch Reh, Rothirsch, Gämse und Alpensteinbock vertreten, wobei letzterer erst in den 1930er Jahren wieder eingeführt wurde. Zu den kleineren Arten zählen Alpenmurmeltier, Schneehase und Schneemaus.
Unter den 100 Vogelarten, die im Park brüten, sind Steinadler, Raufußkauz, Sperlingskauz, Haselhuhn, Birkhuhn, Auerhuhn, Alpenschneehuhn, Kolkrabe, Alpendohle, Tannenhäher und Mauerläufer charakteristisch. Gelegentlich werden auch Gänsegeier und Bartgeier gesichtet.
Im Gebiet leben 16 Amphibien- und Reptilienarten und 15 Fischarten. Dazu zählen einige gefährdete Arten wie Kreuzotter, Schlingnatter, Ringelnatter, Alpensalamander, Feuersalamander, Alpenkammmolch, Gelbbauchunke, Seesaibling und Seeforelle. Typische Insektenarten sind der Alpenbock und der Apollofalter.
Ursprünglich zählten auch Wisente, Luchse, Braunbären, Wölfe und Fischotter zur Fauna des Gebietes. Bei einigen dieser Arten scheint eine Einwanderung aus angrenzenden Gebieten in absehbarer Zeit möglich, gezielte Auswilderungen sind allerdings nicht geplant.

## Einrichtungen

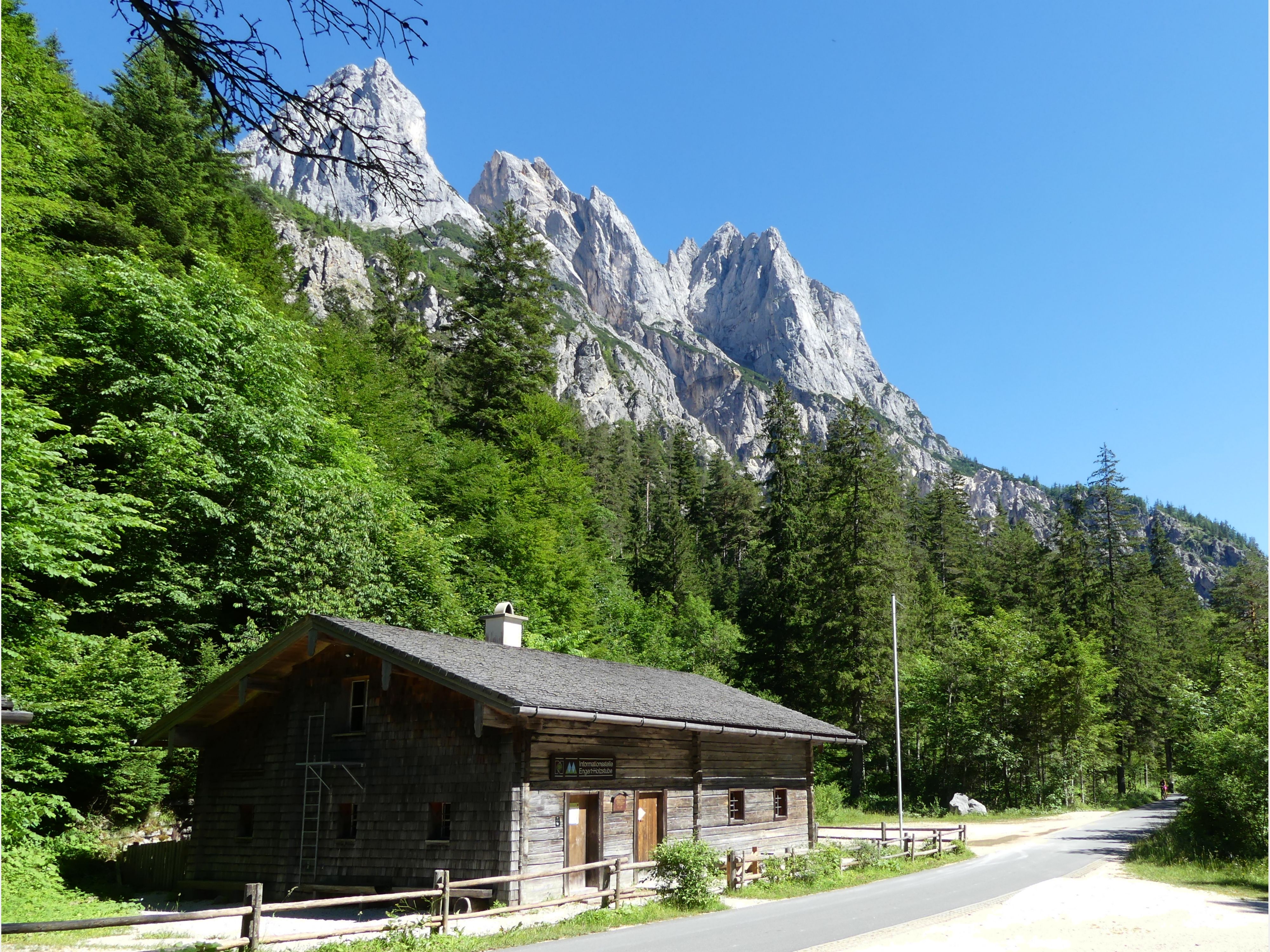
Engert-Holzstube

Die größte Einrichtung des Nationalparks ist das Nationalparkzentrum „Haus der Berge“, unter anderem mit dem zentralen Informations- und Besucherzentrum. Weitere kleinere, dezentrale Nationalpark-Informationsstellen befinden sich an den wichtigsten Zugängen und im Nationalpark: in der Gemeinde Ramsau an der Wimbachbrücke, im Klausbachhaus unweit des Hintersees beim Zugang zum Klausbachtal (ehemaliges Laroslehen) und in der Engert-Holzstube in Richtung Hirschbichl-Pass; in Schönau am Königssee, auf der Kührointalm und in St. Bartholomä.
Das Wimbachschloss im Wimbachtal in der Ramsau ist als Berggaststätte verpachtet.
Die Nationalparkverwaltung befindet sich in Berchtesgaden am Doktorberg. In Ramsau dient zudem ein ehemaliges Forstamt als Forschungsstation und zur Unterbringung von Forschern und Praktikanten.
Das Fachinformationszentrum sammelt Daten zu Geografie und Umwelt des Nationalparks und wertet diese aus. Dazu werden Datenbank- und Geoinformationssysteme genutzt. Die Daten werden für Forschung, Management, Umweltbildung und Öffentlichkeitsarbeit genutzt.
Die Ranger genannten Mitarbeiter des Nationalparkdienstes sind für Besucherinformation, Führungen, Unterstützung von Forschungsarbeiten und Gebietskontrolle zuständig.

## Partnerschaft
Seit 2014 besteht eine Partnerschaft mit dem Yosemite-Nationalpark in Kalifornien. Die Verwaltungen tauschen Wissenschaftler und Mitarbeiter aus und entwickeln gemeinsam Best Practices in Artenschutz und Tourismusmanagement.

## Touristische Nutzung
Die Wege und Steige (zusammen ca. 260 km) werden überwiegend von der Nationalparkverwaltung unterhalten. Sie ermöglichen eine Vielzahl unterschiedlicher Bergtouren. Die Nationalparkverwaltung bietet Wanderungen für Erwachsene und spezielle Wanderungen für Kinder an. Ausgewählte Wege sind für Fahrradfahrer freigegeben. Auf dem Königssee verkehren umweltfreundliche Passagierboote mit elektrischem Antrieb. Ein Badeverbot in den Gewässern des Nationalparkes ist seit 1987 aufgehoben.
Zahlreiche alte Jagd- und Almsteige werden von der Nationalparkverwaltung jedoch absichtlich nicht mehr unterhalten oder sogar rückgebaut, da eine Kanalisierung der Besucherströme beabsichtigt ist. Der Naturschutz gerät in diesem Fall in Konflikt mit dem Erhalt alter menschlicher Kulturgüter, wie beispielsweise der Almsteige.

## Nationalpark-Festspiele Ramsau
Nachdem der Nationalpark bereits in früheren Jahren Freilichtaufführungen im Ramsauer Ortsteil Hintersee an der Nationalparkinfostelle Klausbachhaus veranstaltete, fanden hier im Sommer 2010 unter dem Titel Nationalpark-Festspiele Freilichtaufführungen von Die Martinsklause von Ludwig Ganghofer statt. Die Aufführung dieses Stücks aus der Geschichte des Berchtesgadener Landes war der Beitrag der Gemeinde Ramsau zu den Feierlichkeiten anlässlich der 200-jährigen Zugehörigkeit des Berchtesgadener Landes zu Bayern.

## Filmographie
- Im Nationalpark Berchtesgaden. Dokumentarfilm, 45 Min., Deutschland, 1998, von Ina Knobloch und Manfred Praxl, Produktion: Komplett-Media-GmbH, Grünwald (ISBN 3-89672-490-8), Kurzbeschreibung (Memento vom 11. Dezember 2008 im Internet Archive) des MDR